# Bryant Mix
Bryant Lee Mix, född 28 juli 1972 i Water Valley i Mississippi, är en amerikansk utövare av amerikansk fotboll (defensive end) som spelade för Houston Oilers och Tennessee Oilers i NFL 1996–1997. Mix spelade collegefotboll för Alcorn State Braves och han draftades 1996 av Houston Oilers i andra omgången. Efter Mix första säsong med Oilers flyttade laget till Tennessee.